# Nicolas Nourrit
Nicolas Nourrit est un auteur, compositeur et interprète né à Paris en 1982.
Il commence sa carrière à Lyon en 2002 sous la houlette de son producteur Jean-Charles Daclin. De cette collaboration nait un album : L'ère du tant qui sort en 2005 sur le label Hacienda Records.
S'ensuivent des concerts un peu partout en France qui aboutissent à un second album : Pas loin, qu'il décide de sortir en autoproduction en 2011. Entre-temps il crée un soundsystem « Highly Seen » avec ses amis du groupe de reggae Raggaskunk, joue de la basse au sein des Mots de Tête et s'amuse sur scène avec les potos de la Zim' family et de La Reverche.
À la suite d'une mini-tournée en Bretagne il y trouve un accueil chaleureux, un dynamisme culturel et un respect de l'artiste qui le pousse à venir s'installer dans les Côtes d'Armor en 2012. Il y enregistrera son 3e album : A pieds joints au studio Kerwax accompagné de son musicien fétiche Edouard Coquard. Cet opus sort en novembre 2014.
En marge de ces projets personnels on peut le retrouver sur scène avec Bob Marlu, Pierre Benoiston, Le Nez tordu, Ecoute comme ça sent bon, etc. ou encore sur le Vinyle des Highly Seen et le maxi de Taggy Matcher sous le pseudonyme Birdy Nixon.

## Discographie
- L'Ère du tant ; auteur : Nicolas Nourrit, compositeurs : Nicolas Nourrit et Jean-Charles Daclin, 19 mai 2005, Hacienda Records[1]
- Pas loin auteur, compositeur, interprète : Nicolas Nourrit, 2012
- A pieds joints ; auteur, compositeur, interprète : Nicolas Nourrit. arrangements, réalisation : Edouard Coquard

Son premier album L'Ère du tant est mentionné dans les disques de la semaine du Figaro.
Son successeur Pas loin sera demi-finaliste du 3ème Prix Georges Moustaki.